# 10584 Ferrini
10584 Ferrini este un asteroid din centura principală de asteroizi.

## Descriere
10584 Ferrini este un asteroid din centura principală de asteroizi. A fost descoperit pe 14 aprilie 1996 la San Marcello Pistoiese de Luciano Tesi și Andrea Boattini. Asteroidul prezintă o orbită caracterizată de o semiaxă mare de 2,39 ua, o excentricitate de 0,21 și o înclinație de 4,3° în raport cu ecliptica.